# Peggy Connelly
Peggy Connelly (25 de septiembre de 1931-11 de junio de 2007) fue una cantante  y actriz estadounidense.

## Primeros años
Connelly nació en Shreveport, Luisiana, y se crio en Fort Worth, Texas.[cita requerida] Sus padres eran Mr. y Mrs. George F. Connelly, y tenía cuatro hermanos. De adolescente, cantó para el personal militar de Texas en espectáculos patrocinados por la Cruz Roja y la USO. También trabajó como modelo para fotógrafos y en desfiles de moda.

## Carrera
La carrera de Connelly como cantante comenzó en las emisoras de radio de Fort Worth y con bandas de baile locales (siendo el primero Harvey Anderson's) en la zona de Fort Worth-Dallas. En 1956 grabó un álbum de estándares, Peggy Connelly with Rusell Garcia - That Old Black Magic, para Bethlehem Records, reeditado por Fresh Sound en Russell Garcia's Wigville Band. También grabó dos álbumes con The New Christy Minstrels.
Connelly apareció en The Girl in the Red Velvet Swing (1955), Houseboat (1958), y en el programa de televisión Take a Good Look con Ernie Kovacs.
Se trasladó a Europa a principios de la década de 1970 y trabajó como solista hasta mediados de la década de 1990, cuando ella, Sarah Tullamore y Wendy Taylor formaron un trío llamado The Jazzberries. The Jazzberries tocó mucho en París y en toda Europa hasta que se disolvió en el año 2000.[cita requerida]

## Vida personal
El 13 de noviembre de 1957, en Cleveland, Ohio, Connelly se casó con Dick Martin. Se divorciaron a principios de la década de 1960.